# 维亚茨科耶
维亚茨科耶（俄语：Вя́тское），是位於俄羅斯遠東哈巴羅夫斯克邊疆區哈巴罗夫斯克区的漁村，位置在黑龍江以東，伯力東北70公里。這里的原居民是通古斯人，在1860年中俄北京條約後割讓予俄國。
第二次世界大战期间，苏联远东方面军独立第88步兵旅（抗聯教導团）驻扎此地，金日成隶属此部队，他和妻子金正淑在此生下金正日和金萬一。